# پولیگان
پولیگان (به انگلیسی: Polygon) یک وبگاه آمریکایی مربوط به بازی‌های ویدئویی است که اخبار، ویدئوها و نقدها را منتشر می‌سازد. این وبگاه در اکتبر ۲۰۱۲ و با پرداختن بیشتر به داستان پشت‌صحنه بازی‌ها نسبت به خود آن‌ها راهش را از دیگر وبگاه‌های مشابه جدا کرد. پولیگان همچنین مقالات طولانی برگزیده مجله‌وار را با تمرکز روی محتوای ویدئویی ارائه می‌کند، و امتیازات آن به بازی‌ها با تغییرات بازی‌ها، به‌روز می‌شود.